# ジャシント・キンコセス
ジャシント・キンコセス（Jacinto Francisco Fernández de Quincoces López de Arbina、1905年7月17日 - 1997年5月10日）は、スペイン・バラカルド出身の元同国代表サッカー選手。ポジションはディフェンダー（DF）。

## 経歴
故郷サン・アントニオでサッカーを始める。一度は契約を断られたが、デポルティーボ・アラベスに加入。アラベスではシリアコとDFコンビを組み、飛躍的な成長を遂げた。
アラベスで10年プレーした後、シリアコと共にレアル・マドリードへ移籍した。レアル・マドリードでは前年に移籍をしていたリカルド・サモラと共に世界最高と評された鉄壁の守備陣を形成、移籍後初シーズンでは18試合で15失点に抑え、クラブ初となるスペインリーグのタイトルを無敗優勝という形で手にした。その後もリーグ連覇やコパ・デル・レイを獲得した。また、フェリックス・ケサダの退団した1936年よりキャプテンも務めたが、同年スペイン内戦のため1939年までプレー機会はなかった。
スペイン代表でもサモラ、シリアコと共に活躍し、1934 FIFAワールドカップでは大会最優秀DFに選ばれた。
引退後は指導者としての道を歩み、自らがプレーしたスペイン代表やレアル・マドリードなどの指揮を執った。

## 所属クラブ
- デポルティーボ・アラベス 1920-1930
- レアル・マドリード 1931-1942

## 指導歴
- レアル・サラゴサ 1942-1943
- スペイン代表 1945
- レアル・マドリード 1945-1946、1947-1948
- バレンシアCF 1948-1954
- アトレティコ・マドリード 1954-1955
- レアル・サラゴサ 1956-1958
- バレンシアCF 1958-1960

## 獲得タイトル
- リーガ・エスパニョーラ - 1931-32, 1932-33
- コパ・デル・レイ - 1933-34, 1935-36